# Euxootera panconita
Euxootera panconita là một loài bướm đêm trong họ Noctuidae.